# Покровська церква (В'язове)
Церква Покрови пресвятої Богородиці — храм у селі В'язове Конотопського району.

## Історія
Храм почали будувати у 1859 році на місці старої дерев'яної церкви. Будувався він аж до 1878 року. На місці сучасних сіл Совинка та Мостище були цегляні заводи які постачали цеглу для будівництва. За радянської доби будівля була переобладнана у сільський будинок культури. Під час Другої Світової війни храм слугував шпиталем. Після здобуття незалежності України у 1998 році храм почали реставрувати.